# John Harvey (historiador)
John Hooper Harvey FSA (25 de maio de 1911 a 18 de novembro de 1997) foi um historiador da arquitetura inglesa, especializado em escrever sobre arquitetura e arquitetos góticos ingleses. Paul Crossley o descreveu como "o escritor mais prolífico e sem dúvida o mais influente na arquitetura gótica nos anos pós-guerra". Ele fez uso extensivo de fontes de arquivo e é particularmente lembrado por ter - por meio de seu estudo de Henry Yevele (1944) e seu dicionário biográfico da English Mediaeval Architects (1954) - ajudado a dissipar o mito de que os arquitetos dos edifícios medievais eram figuras anônimas dos quais pouco pôde ser descoberto. Ele também publicou de maneira mais geral sobre a Inglaterra na idade média posterior e foi pioneiro no campo da história do jardim.

## Vida
Harvey nasceu em Londres, filho único de William Harvey (1883–1962), arquiteto, e sua esposa, Alice née Wilcox (1874–1958). Ele foi educado na St. John's School, Leatherhead, após o que, em 1928, ingressou na prática arquitetônica de Sir Herbert Baker. Enquanto estava no escritório de Baker, ele estudou arquitetura na Regent Street Polytechnic. De 1933 a 1935, ele viajou com o pai na Palestina, ajudando a examinar edifícios antigos. Em 1936, ele conseguiu um emprego no Escritório de Obras.

## Política e Segunda Guerra Mundial
Em 1930, Harvey ingressou na Liga Fascista Imperial, de extrema-direita e anti-semita, e por algum tempo esteve ativo na Liga Nórdica associada. Ele teve que restringir suas atividades quando ingressou no Office of Works, mas continuou envolvido de maneira periférica e pagou suas assinaturas no IFL até 1940. No início da Segunda Guerra Mundial, ele foi colocado em uma "Lista de Suspeitos" pelo MI5. Em 1942, seu pedido, como objetor de consciência, de negar a isenção do serviço militar, recusou-se a submeter-se a um exame médico, como preliminar necessário à convocação, e foi condenado a 12 meses de prisão. A sentença o qualificou a fazer uma nova solicitação ao Tribunal de Apelação de Objetivos de Consciência, que agora o colocou no Registro de Objetivos de Consciência, e recomendou ao Secretário do Interior sua imediata libertação da prisão, cuja recomendação foi posta em prática.
Ele não foi reempregado pelo Escritório de Obras e, em vez disso, juntou-se ao pai na identificação de edifícios de interesse histórico em perigo de destruição por ação inimiga.

## Carreira pós-guerra
Em 1947, Harvey foi nomeado arquiteto consultor (para assuntos de conservação) no Winchester College, cargo que manteve até 1964. Em 1950, tornou-se professor de conservação na Bartlett School of Architecture da University College London, onde permaneceu até 1959. Esses eram posts de meio período, permitindo que ele dedicasse muito do seu tempo à escrita.
Ele começou a publicar artigos sobre arquitetura medieval em 1936, e seu prodigioso fluxo de publicações, incluindo numerosos livros, continuou nos anos do pós-guerra. Seu dicionário biográfico magisterial da English Mediaeval Architects, cuja primeira edição apareceu em 1954, continha 1.300 entradas e foi descrito como "um feito de proporções titânicas". Um tema central de muitas de suas publicações foi a importância artística da Inglaterra e do estilo nacional inglês nos séculos XIV e XV. Mais particularmente, ele considerava a arquitetura perpendicular como "o estilo nacional por excelência" e uma manifestação do caráter nacional inglês. Paul Crossley considera que "suas sensibilidades neo-românticas o levaram além do romantismo à verdadeira compreensão histórica, inspirada por uma curiosa tenacidade pelos fatos e baseada em um aprendizado fenomenal". Em outros lugares, Crossley compara o Gothic World de Harvey (1950) com o Outline of European Architecture de Nikolaus Pevsner (1942) e descobre que o contraste "não poderia ter sido mais revelador: Harvey pacientemente acumulou massas de pesquisas detalhadas para preencher sua pesquisa com listas de artigos empíricos". dados, Pevsner detalhando os detalhes de uma síntese pan-europeia ".
Em 1963, Harvey se mudou para York, onde trabalhou até 1970 como investigador e editor (novamente em regime de meio expediente) pela Comissão Real dos Monumentos Históricos da Inglaterra. Em 1975 ele se mudou para Frome, Somerset. Foi a partir desse momento que ele se tornou cada vez mais interessado na história do jardim, e uma figura proeminente na Sociedade de História do Jardim.

## Preconceitos
A convicção de Harvey da importância e singularidade do estilo gótico inglês significava que, em grande parte de seus escritos, na visão de Crossley, "seu nacionalismo continuava distorcendo seu julgamento". Assim, em seu bem recebido estudo de The Perpendicular Style (1978), ele se recusou a reconhecer a influência do estilo francês de Rayonnant na arquitetura perpendicular inglesa e excluiu os edifícios perpendiculares de Tudor da consideração pelo fato de que o "nacionalismo distinto" de o estilo inglês havia sido comprometido nesse período pela inclusão de motivos menores de origem exótica e estrangeira.
No pós-guerra, ele se distanciou com sucesso de suas afiliações políticas anteriores, mas uma curta passagem em seu livro bem-sucedido e frequentemente reimpresso The Plantagenets (publicado originalmente em 1948), no qual deu crédito às histórias de assassinato ritual judaico e elogiou o "estadista" de Eduardo I ao expulsar os judeus da Inglaterra em 1290, continuou a causar ofensa. Ele se recusou a alterar a passagem, e os editores ( Fontana ) acabaram deixando o livro esgotado em meados dos anos 80.

## Afiliações e prêmios institucionais
Harvey foi eleito membro da Sociedade de Genealogistas em 1939, da Royal Society of Literature em 1945 e da Sociedade de Antiquários de Londres em 1949. Ele serviu no Conselho da Sociedade de Monumentos Antigos por cerca de 30 anos, a partir de 1960; e como presidente da Garden History Society de 1982 a 1985. A Universidade de York concedeu a ele um doutorado honorário em 1976.
Em seu aniversário de 70 anos em 1981, em vez de apresentá-lo ao habitual acadêmico Festschrift, os amigos e admiradores de Harvey ajudaram a financiar a segunda edição de seus English Mediaeval Architects (publicado em 1984; revisado em 1987).

## Vida pessoal
Harvey casou-se com (Sarah) Cordelia Story (1903–1996) em 1934. Eles tiveram dois filhos, Richard (n. 1938) e Charles (1940-2000); e uma filha, Eleanour (n. 1945).

## Principais publicações
- The Heritage of Britain (1941; second edition 1943)
- Henry Yevele: The Life of an English Architect (1944; second edition 1946)
- Gothic England: A Survey of National Culture, 1300–1550 (1947)
- The Plantagenets: 1154–1485 (1948)
- Tudor Architecture (1949)
- The Gothic World (1950)
- The English Cathedrals (1950)
- English Cathedrals: A Reader's Guide
- English Mediaeval Architects: A Biographical Dictionary Down to 1550, with contributions by Arthur Oswald (1954; revised editions 1984 and 1987)
- Itineraries [of] William Worcestre (editor and translator) (1969)
- The Master Builders: Architecture in the Middle Ages (1971)
- The Mediaeval Architect (1972)
- Conservation of Buildings (1972)
- Early Gardening Catalogues (1972)
- Cathedrals of England and Wales (1974)
- Sources for the History of Houses (1974)
- Early Nurserymen (1974)
- Mediaeval Craftsmen (1975)
- The Black Prince and his Age (1976)
- The Perpendicular Style, 1330–1485 (1978)
- Mediaeval Gardens (1981)
- The Availability of Hardy Plants of the Late Eighteenth Century (1988)

A lista completa das muitas publicações de Harvey aparece em:
- Colchester (1981). «Bibliography of John H. Harvey». Transactions of the Ancient Monuments Society. n.s. 25: 47–52
- Colchester (1982). «Bibliography of John H. Harvey: additions». Transactions of the Ancient Monuments Society. n.s. 26: 249–52
- «Published writings by John Hooper Harvey (1911–97) on garden history and related topics». Garden History. 26: 102–5. 1998